# Lliga del Rin
La lliga del Rin és el nom que va rebre l'aliança de diferents estats d'Alemanya i Suècia, negociada el 1658 pel cardenal Giulio Raimondo Mazzarino, primer ministre francès sota el regnat de Lluís XIV.
S'establí al no proclamar Lluís XIV cap del Sacre Imperi Romanogermànic, malgrat la victòria francesa a la batalla de Duinkerke de 1658 contra l'Imperi Espanyol de la dinastia dels Habsburg i així aturar la influència d'aquesta dinastia als estats alemanys.

## Membres de la Lliga
- Electorat de Magúncia (1658)
- Electorat de Colònia (1658)
- Palatinat-Neuburg (1658)
- Bremen-Verden (de Suècia) (1658)
- Ducat de Brunsvic-Lüneburg (1658)
- Hessen-Kassel (1658)
- Regne de França (1658)
- Landgraviat de Hessen-Darmstadt (1659)
- Ducat de Württemberg (1660)
- Principat episcopal de Münster (1660)
- Pomerània sueca (1660)
- Electorat de Trèveris (1662)
- Palatinat-Zweibrücken (1663)
- Bisbat de Basilea (1664)
- Electorat de Brandenburg (1665)
- Principat episcopal d'Estrasburg (1665)
- Marcgraviat de Brandenburg (1666)

La lliga es va reconstruir el 1806, amb el nom de Confederació del Rin, després de la dissolució del Sacre Imperi Romà.